# Biserica Buna Vestire și Sfântul Nicolae a fostului schit Scăueni
Biserica „Buna Vestire” și „Sfântul Nicolae” este un monument istoric aflat pe teritoriul satului Scăueni, comuna Berislăvești, județul Vâlcea.

## Istoric și trăsături
Biserica a fost construită între anii 1796-1802. Ctitor a fost arhimandritul Teodosie, egumenul mănăstirii Cozia.
Din punct de vedere tipologic este o biserică cu plan triconc, cu turlă peste naos.
Biserica formează un ansamblu arhitectural împreună cu clădirea stăreției și turnul-clopotniță.
Pictura murală a fost realizată între anii 1815-1819 de zugravii Ioan și Ilie din Teiuș; la interior au existat intervenții asupra picturii vechi.
În pridvor și în interiorul lăcașului, coloanele sunt din piatră sculptată, bogat ornamentate.
Fațada vestică și interiorul pridvorului impresionează prin scara și detaliile scenelor pictate și prin cromatica lor.

## Imagini

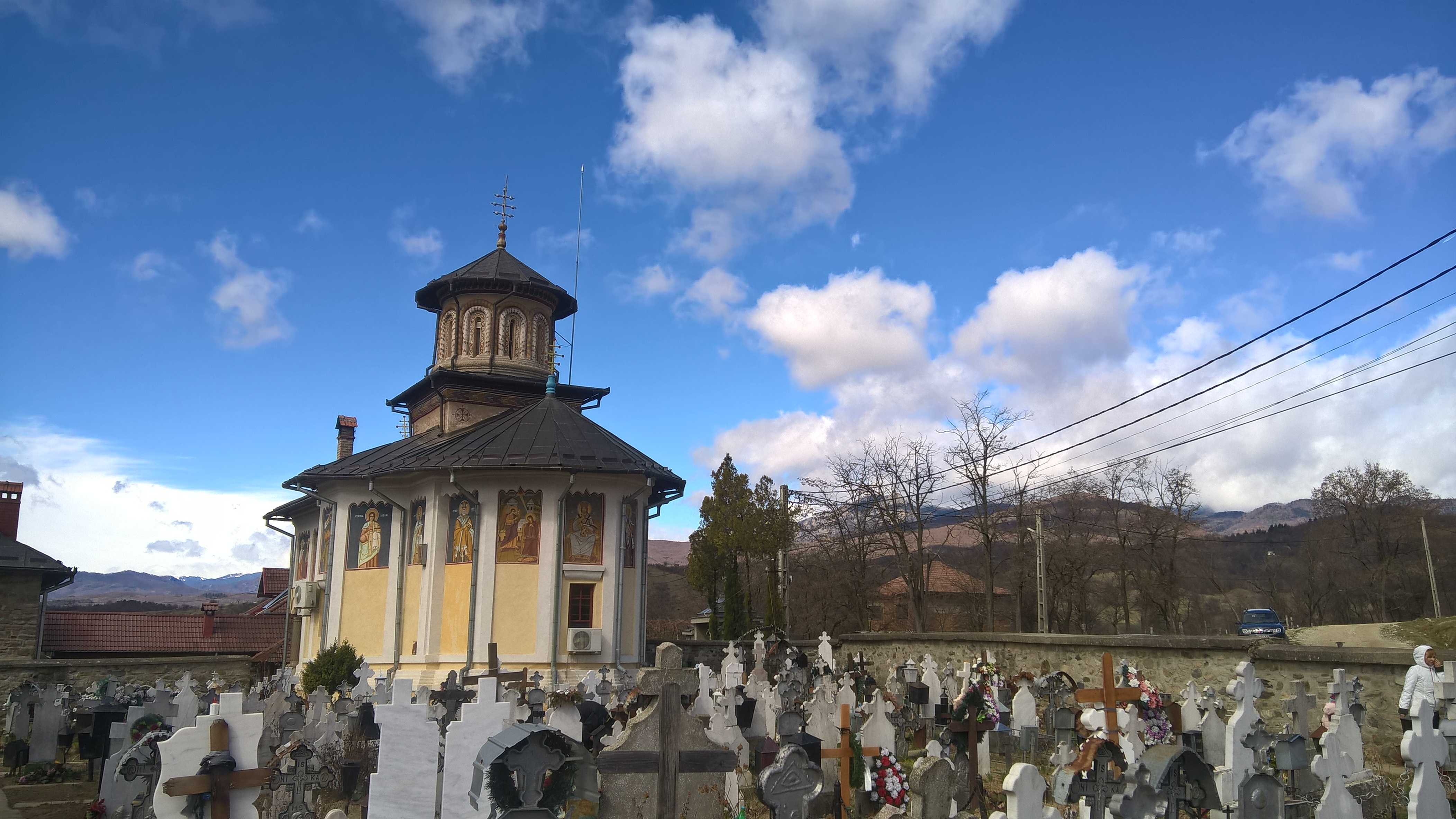
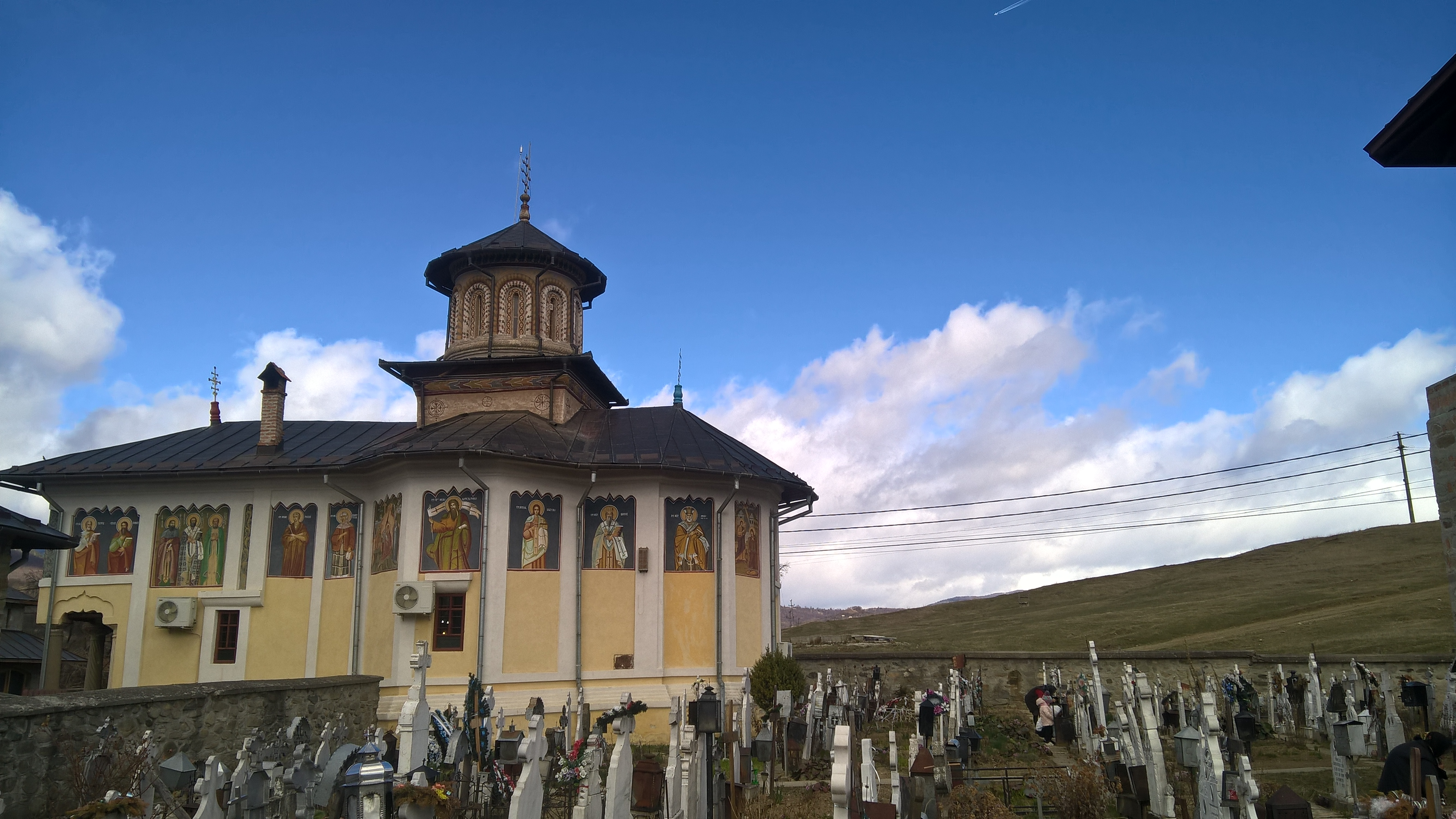
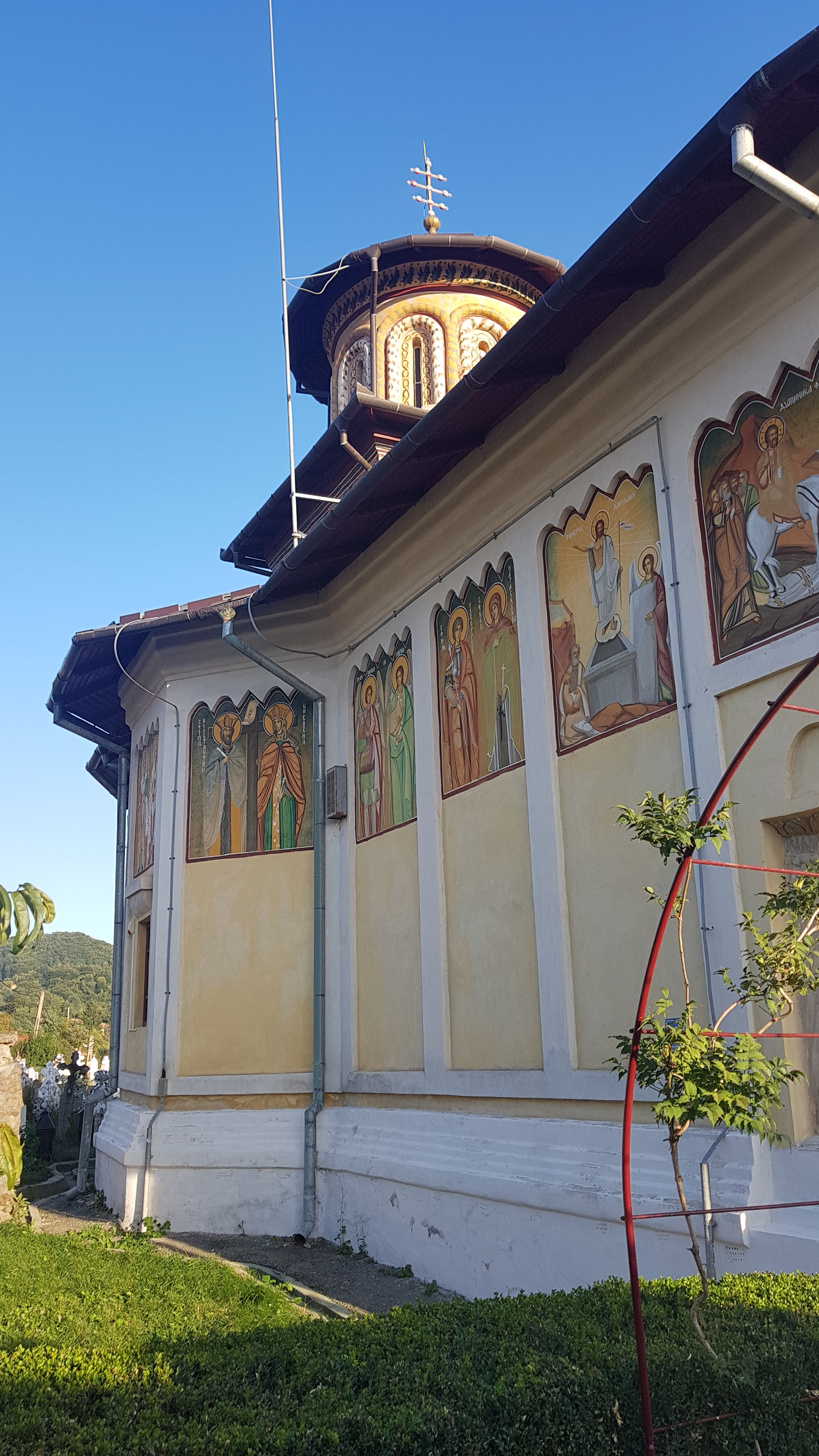
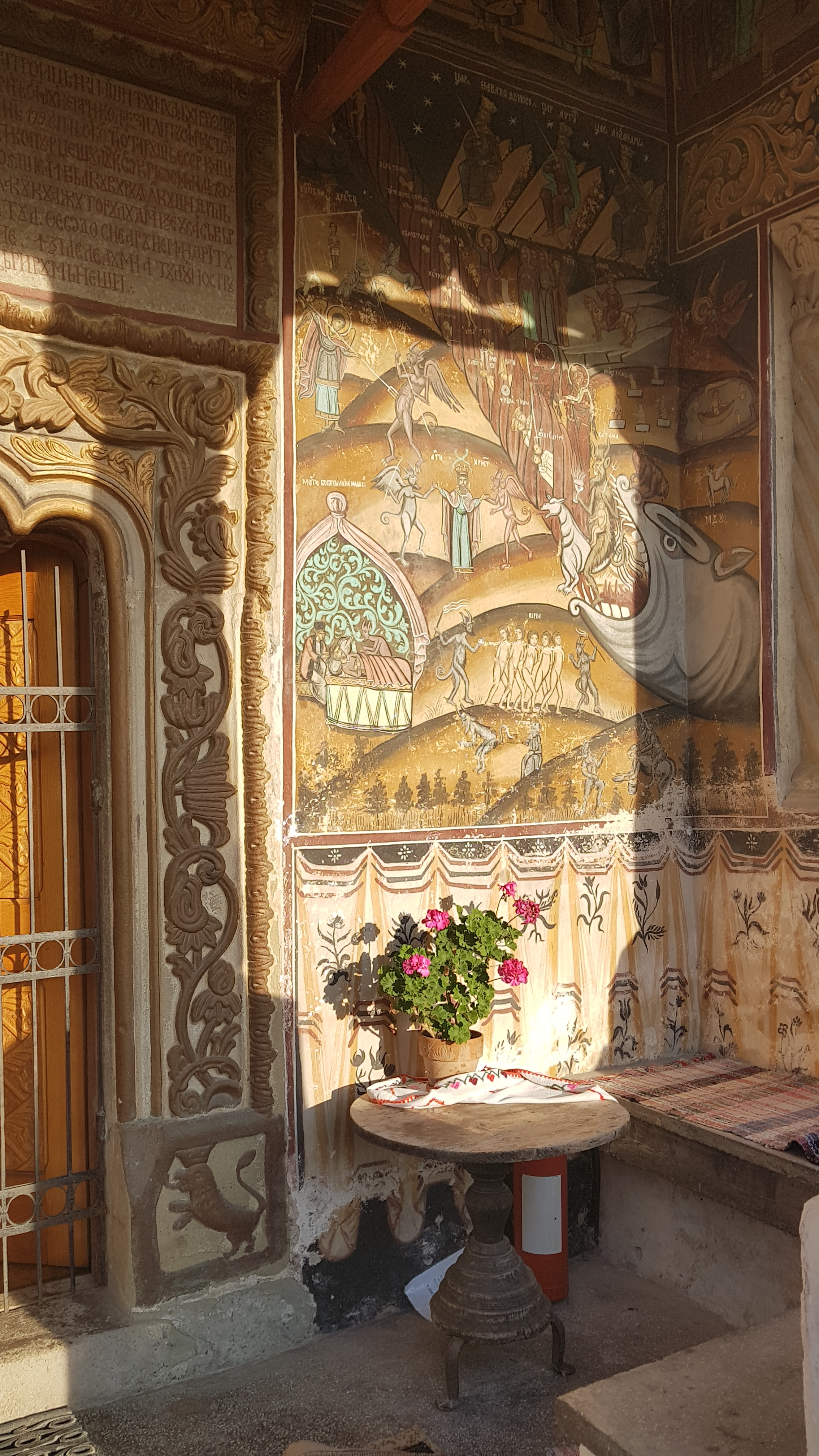
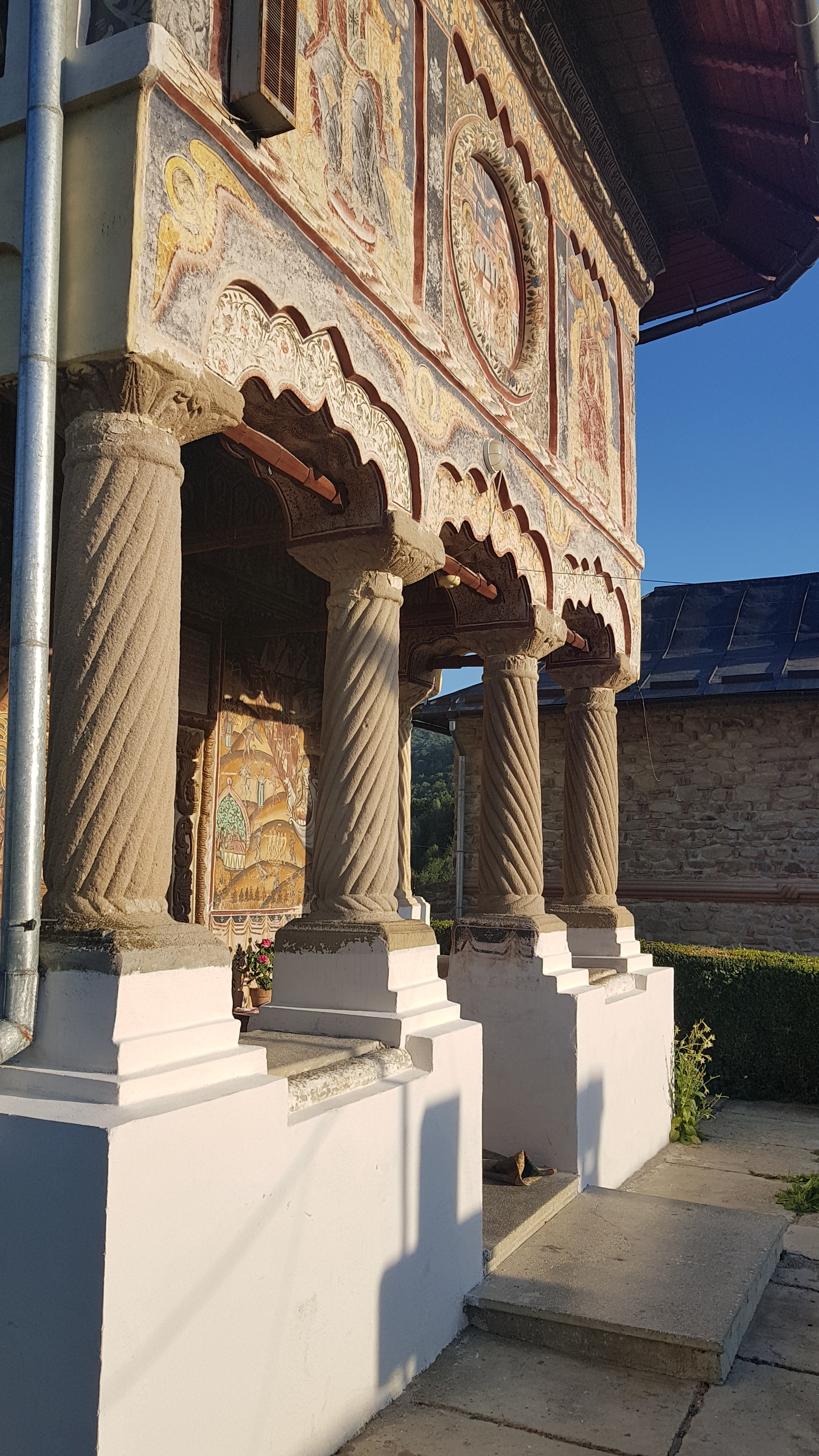
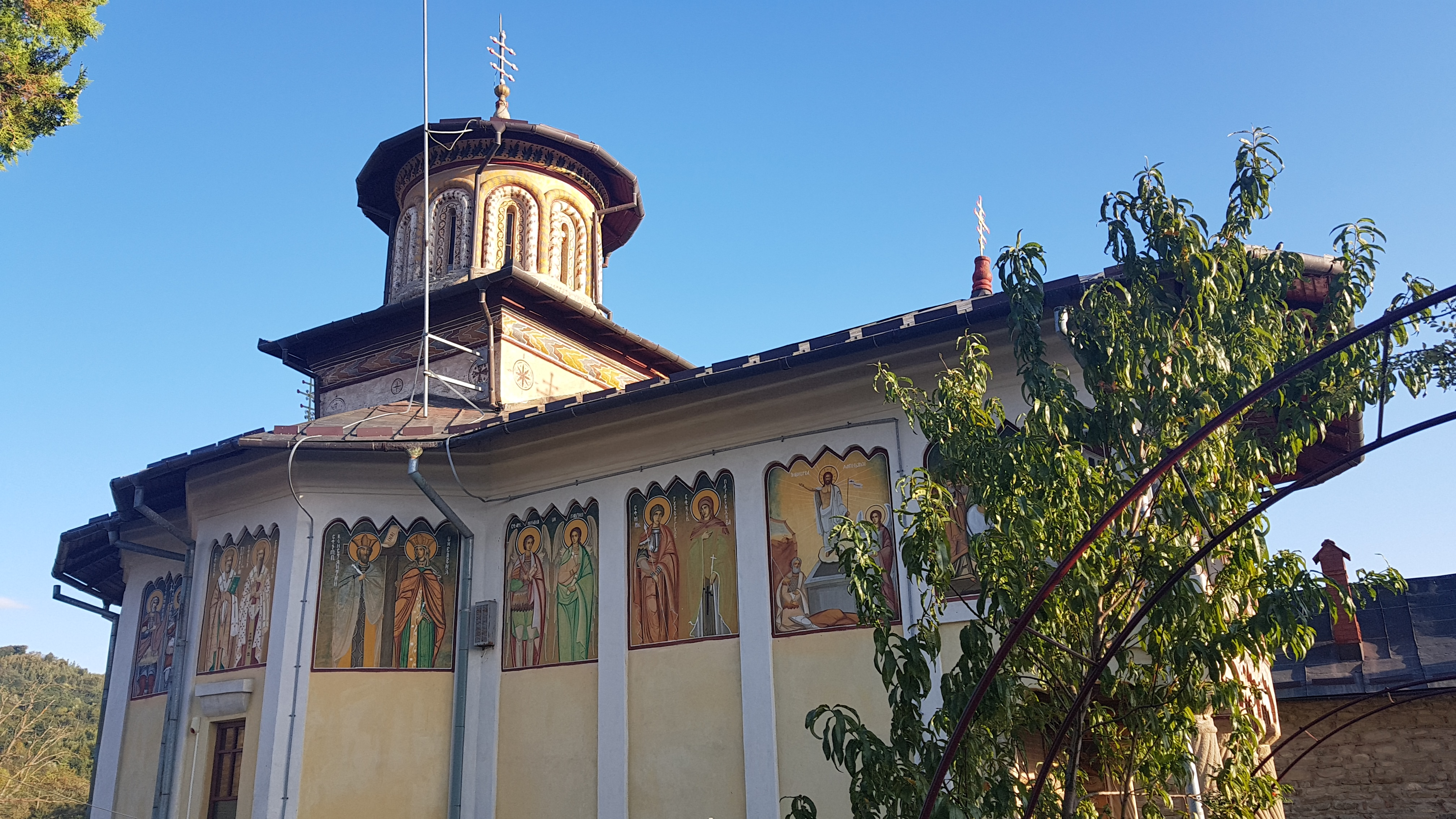
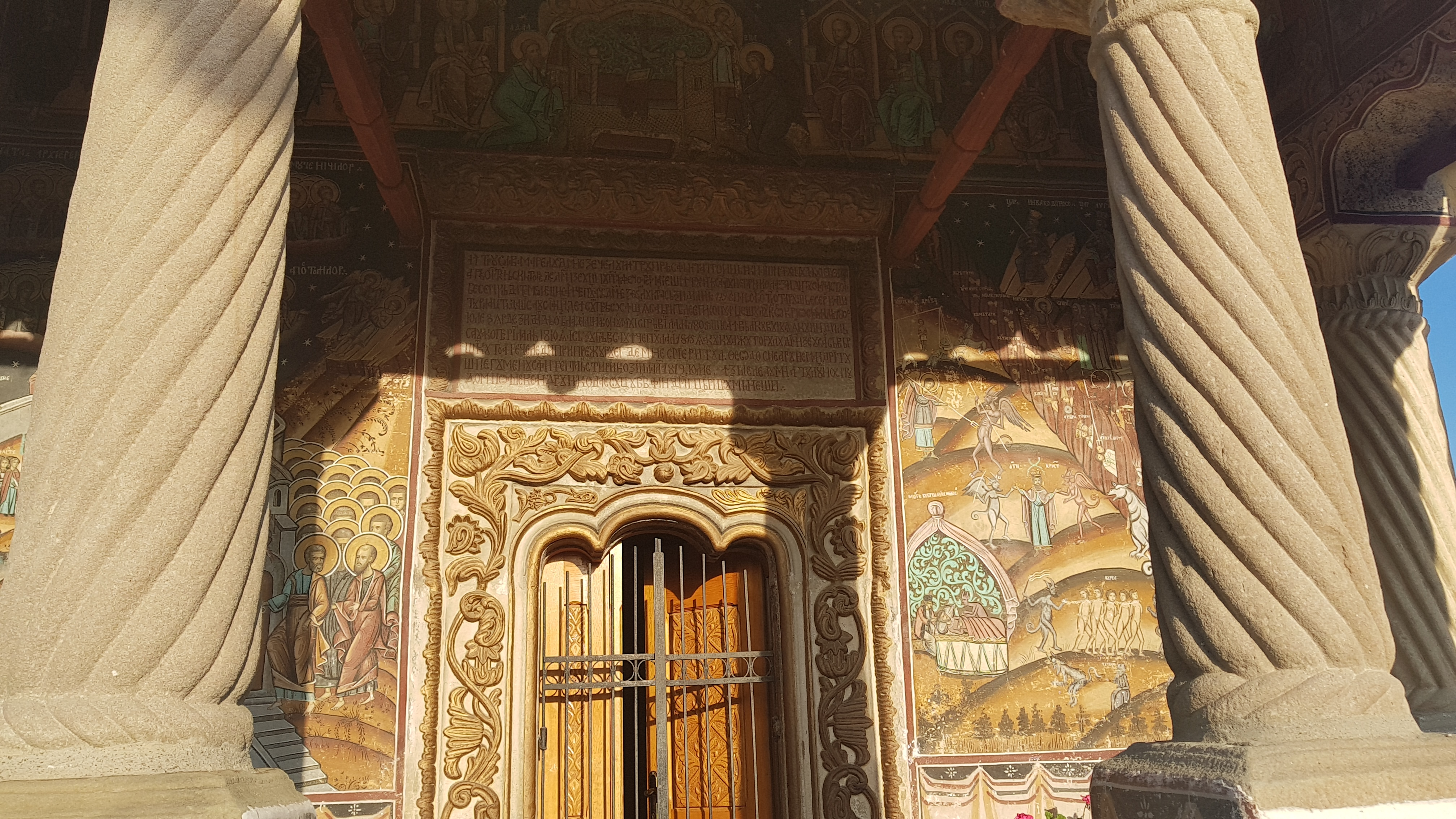
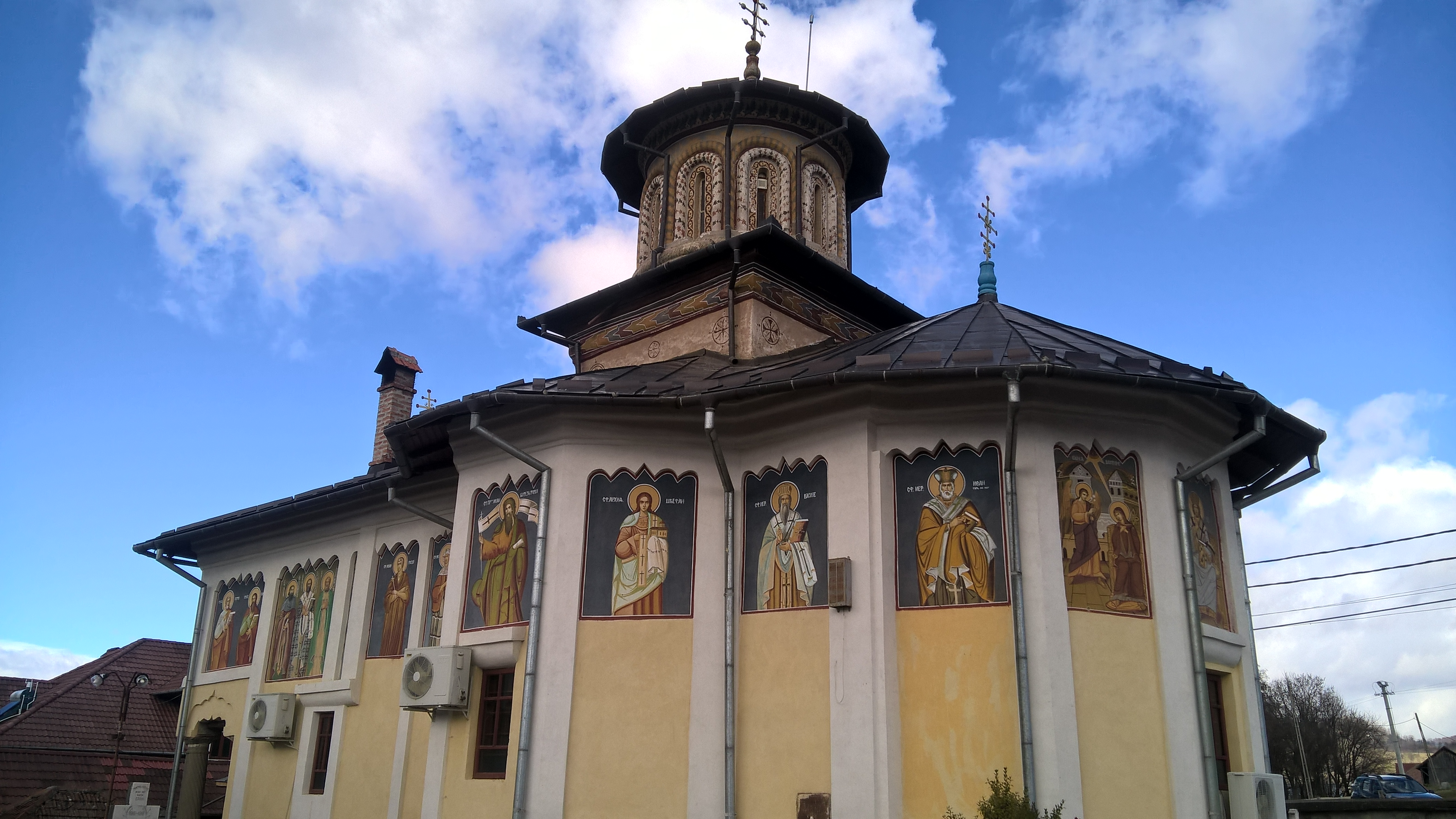
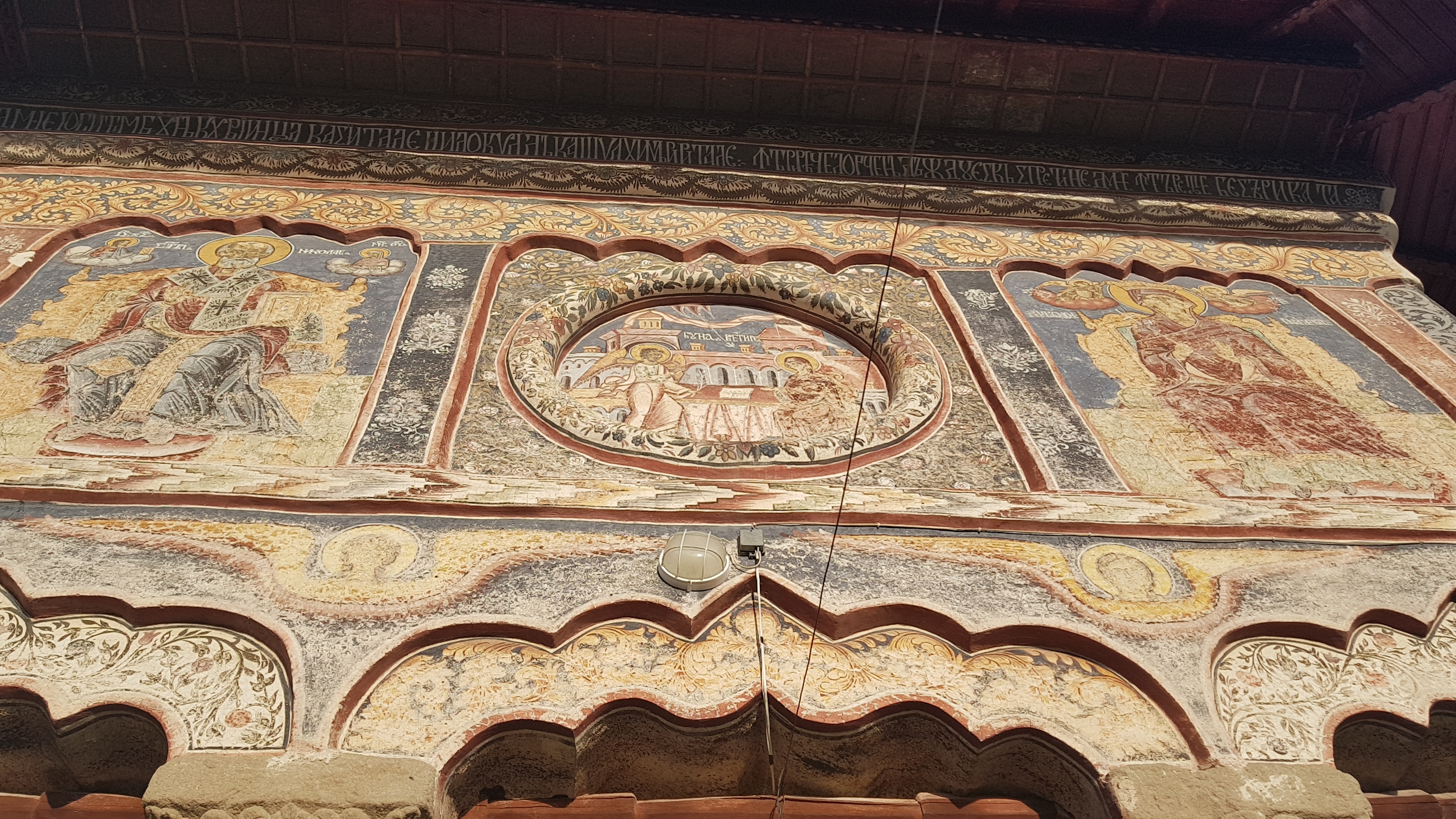
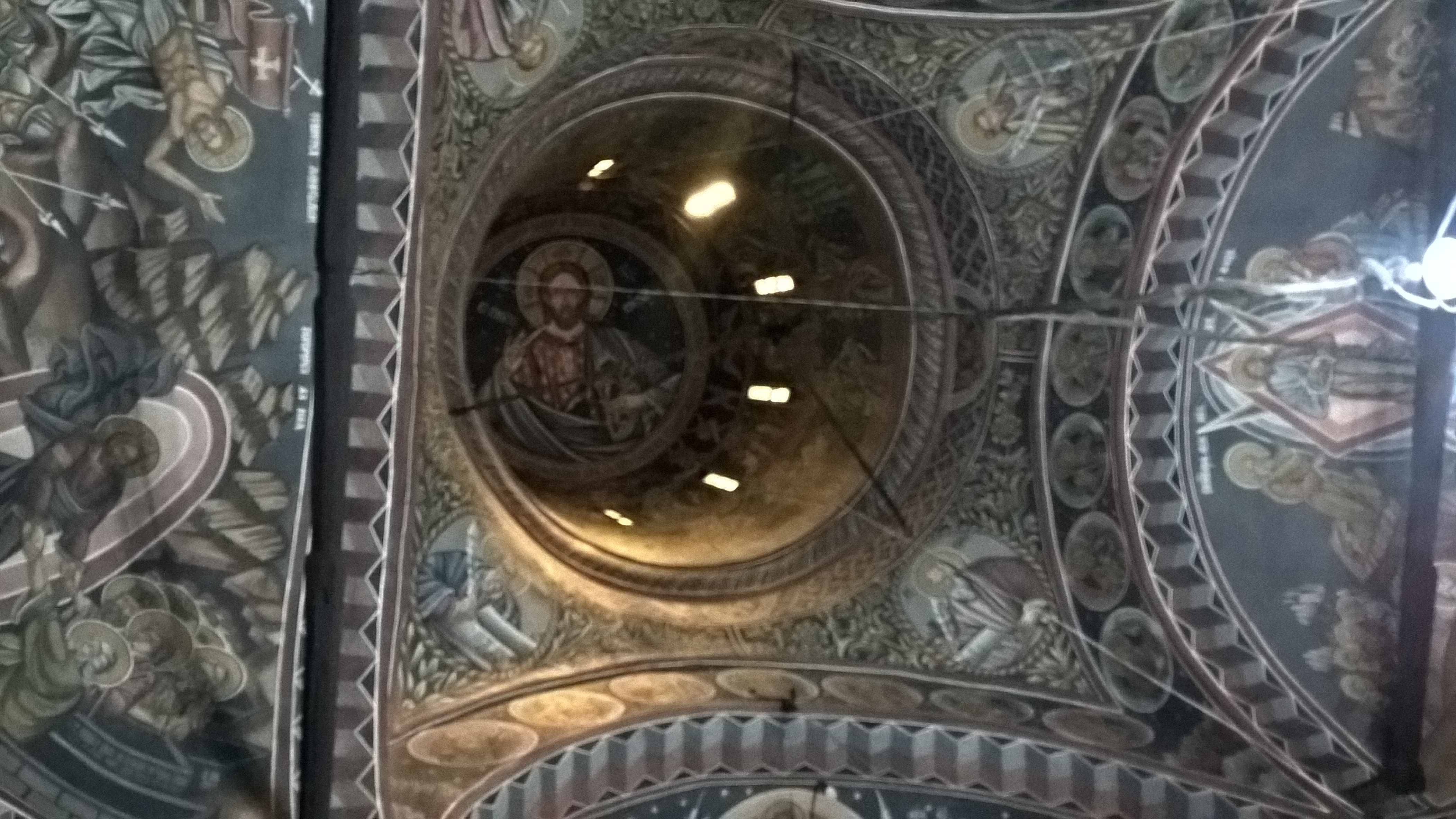
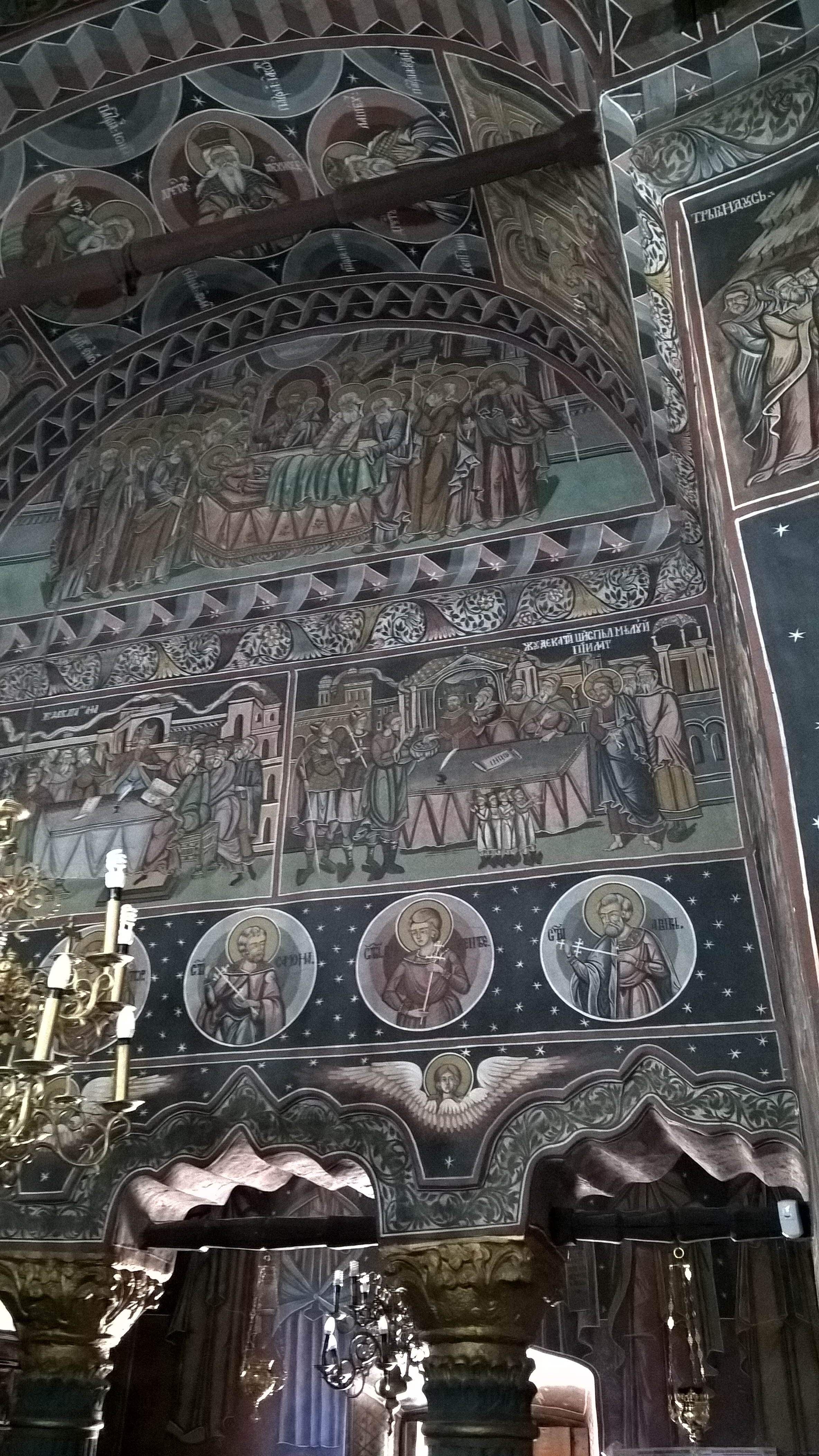
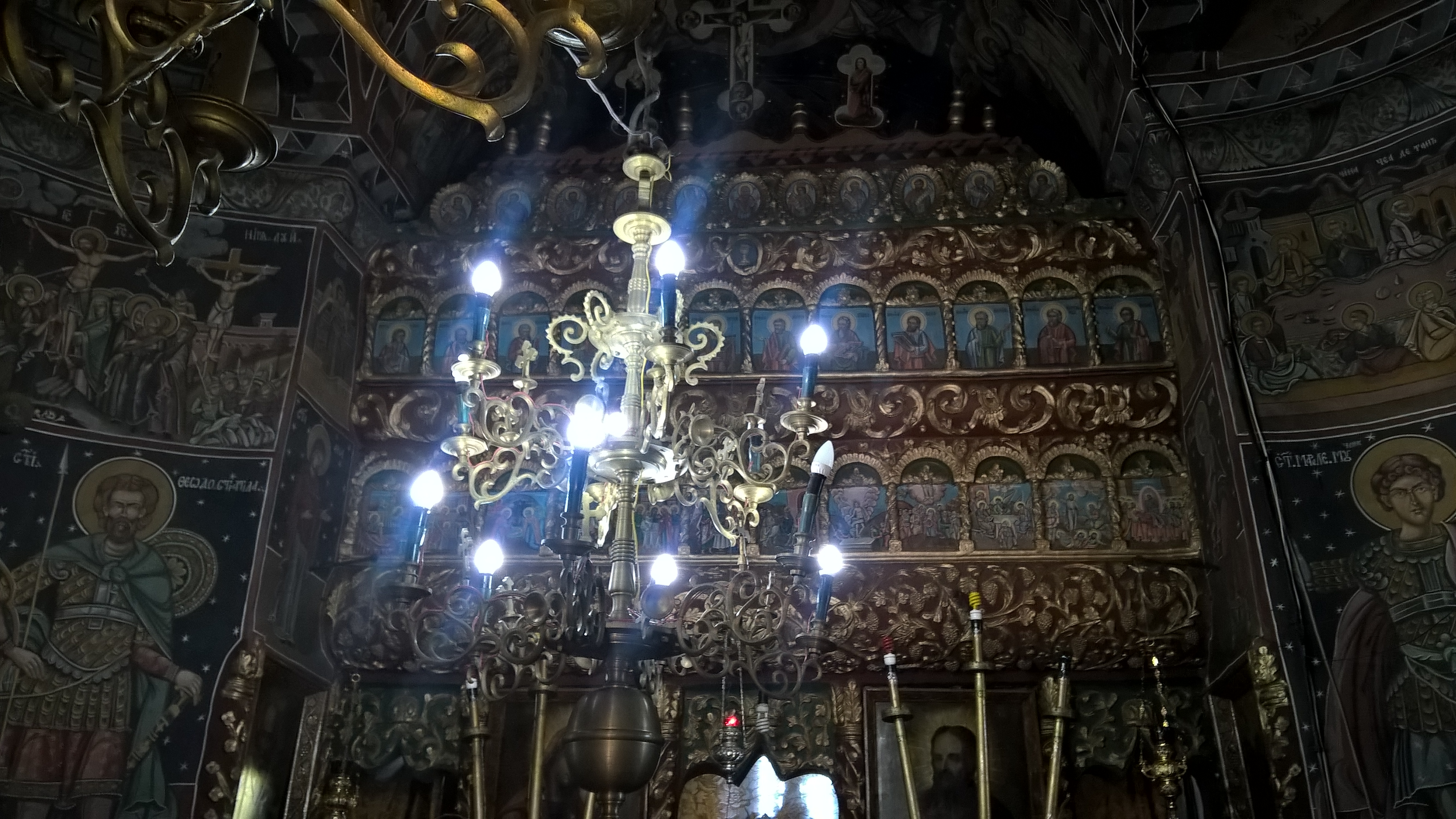
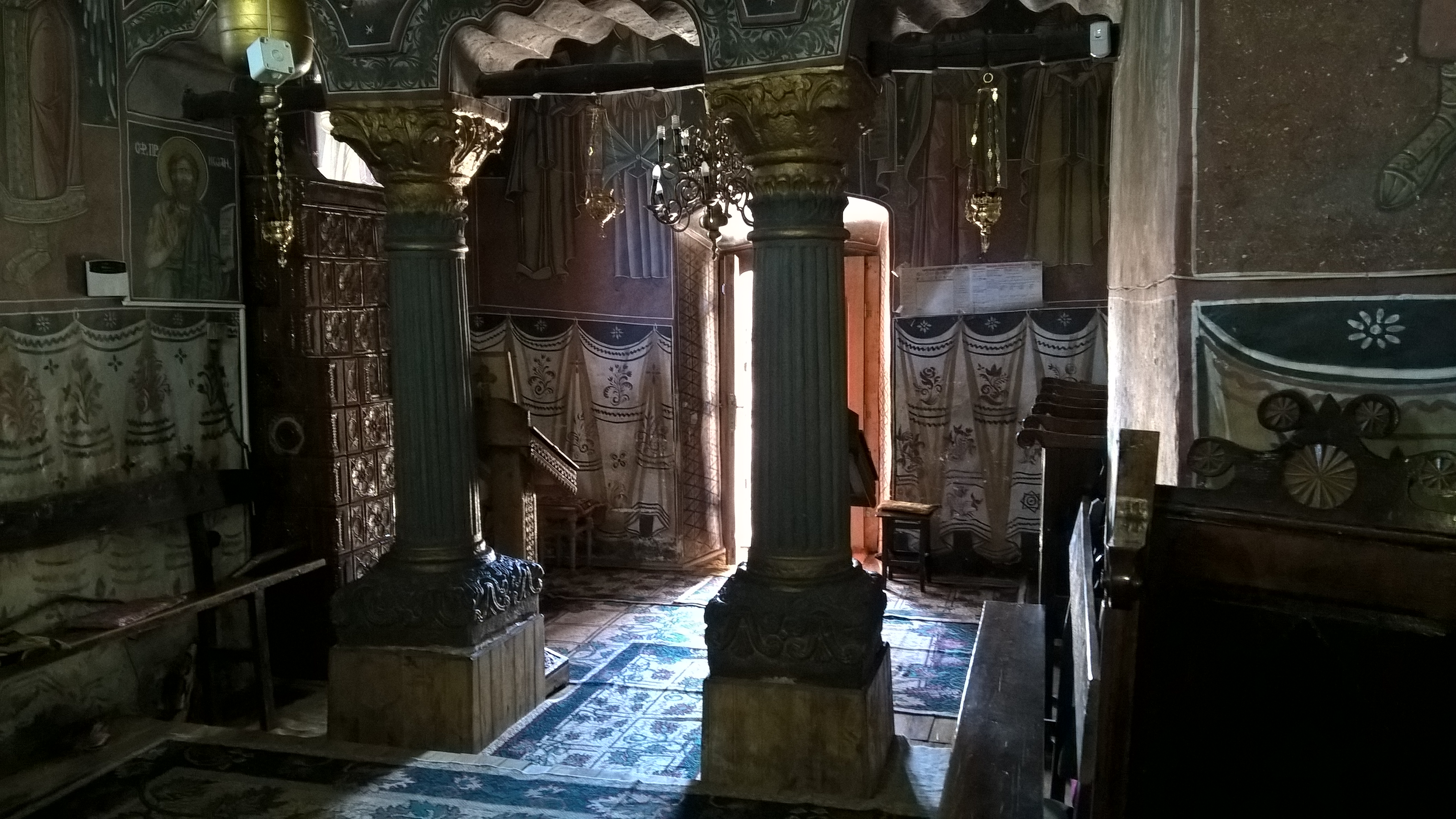
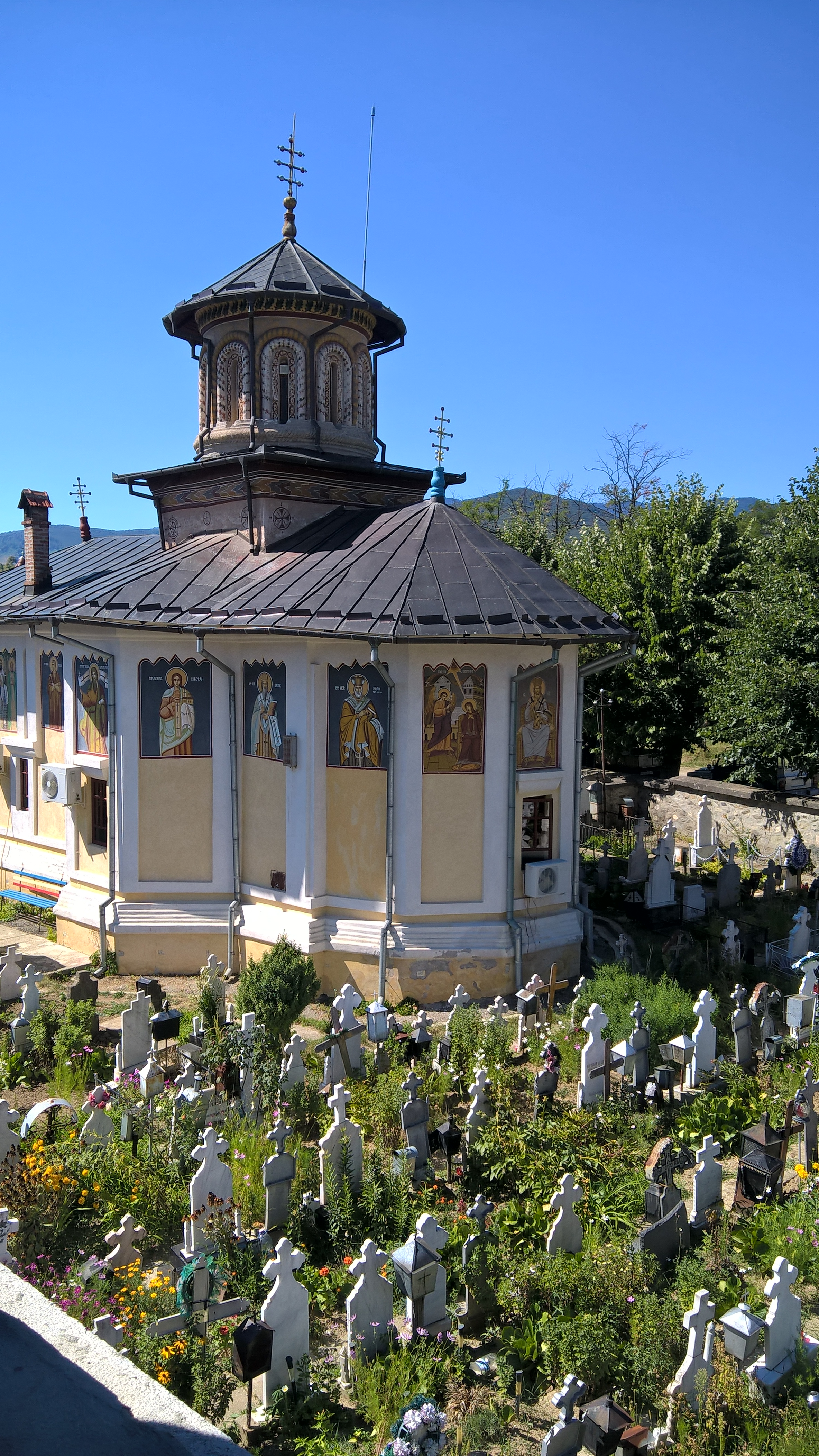